# Pietro Mengoli
Pietro Mengoli   (Bolonya, 1626 - Bolonya, 7 de juny de 1686) va ser un matemàtic italià, del segle xvii.

## Vida
No es tenen gaires referències sobre la seva biografia, tant és així que la data del seu naixement és incerta. Se sap que va estudiar a la Universitat de Bolonya amb Bonaventura Cavalieri al qui va succeir en la seva càtedra d'aritmètica el 1648.
El 1650 obtingué el doctorat en Filosofia i tres anys més tard en Dret civil i canònic. Va ser ordenat sacerdot i, des de 1660, va ser rector de l'església de Santa Magdalena a Bolonya, càrrec que va mantenir fins a la seva mort.
A partir de 1678, va passar a ocupar la càtedra de matemàtiques, que també va ocupar fins a la seva mort.

## Obra
L'obra de Mengoli cal dividir-la en dos períodes clarament diferenciats: fins a 1660 i de 1670 fins a la seva mort. Entre 1660 i 1670 no va publicar res. La seva obra va ser molt criticada en la seva època pel seu llatí abstrús (especialment la del segon període) i va ser oblidada durant molts anys; només a partir de finals del segle XX ha començat a ser estudiada de forma sistemàtica.

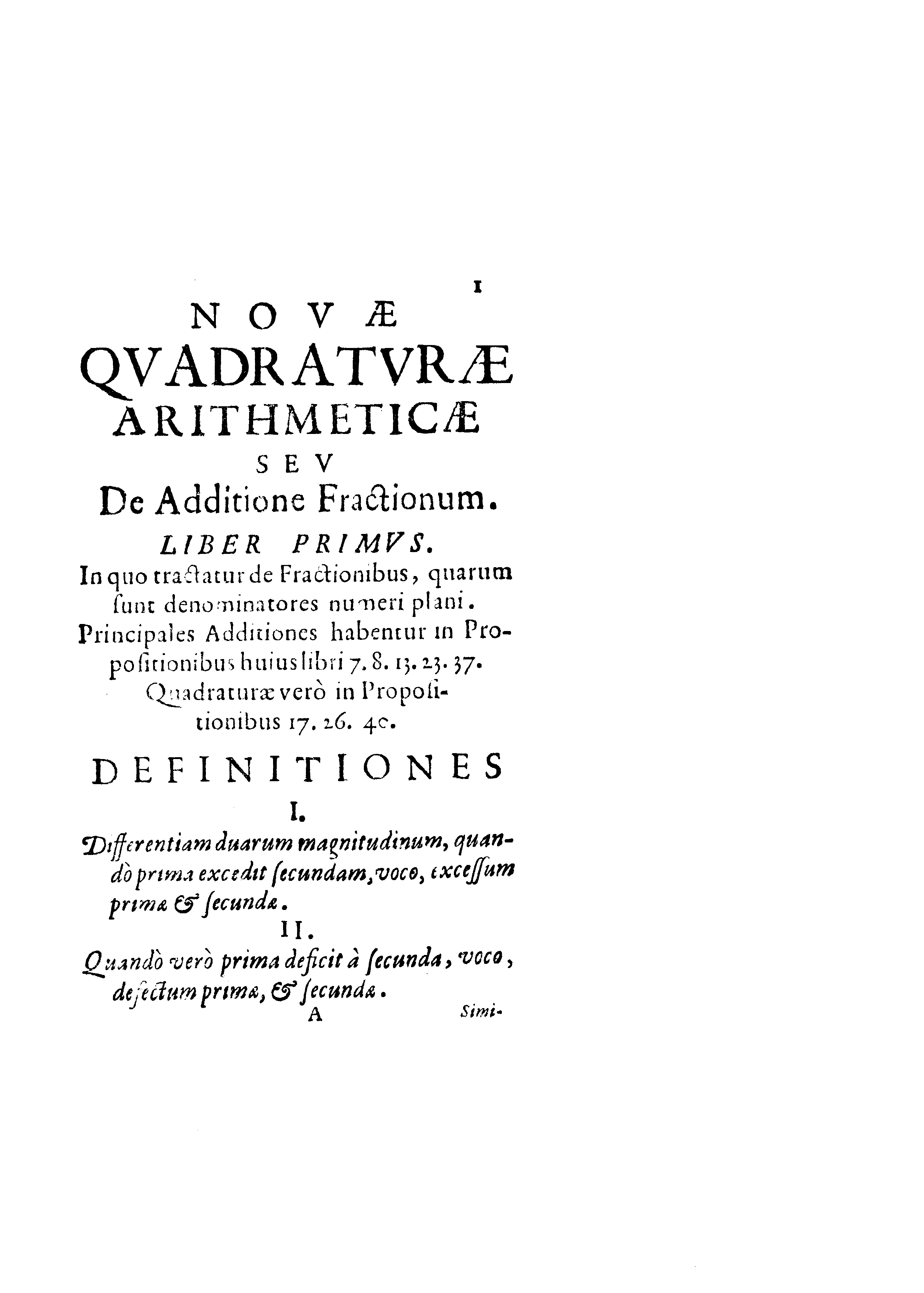
Novae quadraturae arithmeticae, 1650

### Primer període
Es tracta sens dubte del seu període més original. El 1650 publica Nouæ quadraturæ arithmeticæ, seu De additione fractionum, potser el seu llibre més difós, citat en moltes cartes de matemàtics europeus. El llibre tracta de la teoria de sèries, sumant-les i donant les seves propietats. En el seu prefaci, Mengoli demostra la divergència de la sèrie harmònica, avançant-se quaranta anys als treballs de Bernoulli. El llibre es divideix en tres parts: en la primera estudia les sèries que tenen com a denominador el que ell anomena un nombre pla: {\displaystyle (n\times (n+1))}; en el segon les de denominador nombre sòlid: {\displaystyle (n\times (n+1)\times (n+2))}; i en el tercer sèries molt més generals.
El 1655 publica Via Regia ad Mathematicas, per Arithmeticam, Algebram Speciosam & Planimetriam, escrita en vers per encàrrec de la reina Cristina de Suècia, on ens mostra com entenia les matemàtiques i quines de les seves parts considerava importants.
El 1659 es publica Geometriae Speciosae Elementa en sis parts. Utilitzant el llenguatge simbòlic de Viète, crea noves eines matemàtiques per determinar les quadratures de corbes geomètriques.
Un dels grans problemes per la interpretació d'aquests llibres és la notació emprada per Mengoli, que no és la mateixa emprada per Viète ni per cap altra matemàtic de l'època, sinó de la seva pròpia invenció, arribant a inventar expressions originals per a referir-se a operacions, com triprimam {\displaystyle (a^{3}r)} o unisextam {\displaystyle (ar^{6})}.

### Segon període
Després de viure retirat entre 1660 i 1670 a la seva parròquia de Santa Maria Magdalena, Mengoli inicià un nou període de publicacions; però aquest cop el seu pensament es fa més abstracte i el seu llenguatge encara més complicat. També es troba més aïllat i solitari com ho demostra la seva correspondència d'aquesta època.
L'obra estrictament matemàtica més important d'aquest període és Circolo (Bolonya, 1672) en la que expressa la quadratura del cercle mitjançant el càlcul de l'àrea tancada per la corba {\displaystyle y=x^{1/2}\times (1-x)^{1/2}} (escrit en notació actual), amb la qual cosa aconsegueix una regla per al càlcul del nombre π, afitat entre dues sèries infinites, arribant a calcular-ne onze decimals exactes.
Una altra obra, no estrictament matemàtica, però també interessant i que ha estat objecte d'estudis recents és Especulationi di Musica (1670) en la que exposa una original teoria del so, refusant altres de Galileo Galilei i explica la fisiologia de l'oïda humana.
Les altres obres d'aquest període tenen més a veure amb la filosofia de les matemàtiques i la lògica que amb les matemàtiques pròpiament dites:
- Anno (1673)
- Arithmeticae rationalis elementa quatuor (1674)
- Arithmetica realis (1675), que pretenia ser un sistema complet de lògica, física i metafísica.[22]